# El Agheila
El Agheila (em árabe: العقيلة, translit. al-'Uqaylah) é uma cidade costeira no Golfo de Sidra na região oeste de Cirenaica, Líbia. Em 2007, El Agheila foi incorporado oficialmente ao distrito de Oásis.
El Agheila é conhecida por ter sido palco de batalhas durante a Campanha Norte-Africana, na Segunda Guerra Mundial.